# 雪山乡 (玛沁县)
雪山乡，是中华人民共和国青海省果洛藏族自治州玛沁县下辖的一个乡镇级行政单位。

## 行政区划
雪山乡下辖以下地区：
阴柯河牧委会和阳柯河牧委会。